# Květa Legátová
Květa Legátová, vlastním jménem Věra Hofmanová, (3. listopadu 1919 Podolí u Brna – 22. prosince 2012 Brno) byla česká spisovatelka a pedagožka.

## Život
Po maturitě na reálném gymnáziu v Brně v roce 1938 začala studovat češtinu a němčinu na Filozofické fakultě Masarykovy univerzity (FF MU) v Brně. Po uzavření vysokých škol absolvovala rychlokurs na obchodní škole a nastoupila jako písařka na finančním úřadu ve Valašském Meziříčí, krátce učila němčinu na brněnské konzervatoři, poté byla totálně nasazena do zbrojní továrny na Starém Brně, studium na FF MU ukončila v roce 1946. Jako politicky nespolehlivá učila na různých školách na Valašsku a Moravském Slovácku, zejména v oblasti Kopanice, odkud čerpala náměty pro svoji slovesnou tvorbu. V letech 1953–1958 studovala externě matematiku a fyziku na Vyšší pedagogické škole v Brně. V  letech 1954-1978 učila na Střední knihovnické škole v Brně. Po odchodu do penze se věnovala psaní a ochraně zvířat, zemřela v roce 2012.

## Dílo
Literárně činná byla již od mládí, psala básně, hry, dialogy a skeče. Své práce podepisovala různými pseudonymy, do přelomu šedesátých a sedmdesátých let užívala pseudonym Věra Podhorná, podle některých zdrojů také Ela Tomášková, později Květa Legátová. Ve čtyřicátých letech začala spolupracovat s rozhlasem, byla v kontaktu například s Františkem Kožíkem. V padesátých letech příležitostně publikovala v Hostu do domu, kapitolu z budoucí knihy Želary uveřejnila roku 1957 v almanachu Dokořán. V témže roce vychází kniha povídek Postavičky a v roce 1961 román Korda Dabrová. Kniha povídek Želary vyšla až v roce 2001, za knihu obdržela Státní cenu za literaturu. V roce 2002 vyšla novela Jozova Hanule, podle předlohy vznikl roku 2003 film Želary.

### Rozhlasové inscenace a pořady
V průběhu let natočilo brněnské studio Československého rozhlasu několik jejích skečů a her, například Dvě, 1940; Splněná přání, 1948; Pohádka o Jeseňce, 1958; Sestra, 1963; Zajatec, 1968; Vražda v lomu, 1970. V devadesátých letech natočil Český rozhlas Praha hry Pro každého nebe, 1991 a 1992; Ostrov slušných lidí, 1993; Legenda o ctnostné Dobromile,1998 aj. Kromě toho uvedl Český rozhlas v cyklu Osudy její vzpomínky, 2019 a pásmo z její korespondence s Antonínem Bajajou nazvané O konci, 2019.

### Televizní inscenace a pořady
Podle původně rozhlasového textu Ta vteřina vznikla televizní inscenace V této vteřině, 1962, o rok později natočilo brněnské studio České televize hru Výslech profesora Mrože, 1963. Česká televize jí věnovala jeden díl cyklu Portréty, 2005.

### Divadelní a filmové adaptace
Divadelní adaptaci novely Jozova Hanule (s využitím motivů z knihy Želary) nastudovalo pod názvem Želary pražské Divadlo Rokoko, 2012. Z novely vycházela také inscenace brněnského Národního divadla Želary, 2017. Podle knihy Jozova Hanule vznikl film Želary, 2003.

## Ocenění
- Státní cena za literaturu, 2002[13]
- Čestné občanství obce Podolí, 2012[14]
- Pamětní deska na budově školy od Jiřího Březy v Podolí u Brna, 2013[15]
- Knihovna Květy Legátové, 2017[16]